# Харчовик (стадіон, Чортків)
Стадіон «Харчовик» — спортивний стадіон у Чорткові, Тернопільської області, Україна. Вміщує 3000 глядачів. Футболісти клубу Кристал (Чортків) проводять там свої матчі (у 1992—1997 роках команда грала в українській Першій лізі).